# Angra do Heroísmo
Angra do Heroísmo  (doslovný překlad „Zátoka hrdinství“) je město v Portugalsku, které má přes 20 000 obyvatel. Leží na azorském ostrově Terceira zhruba 1500 km západně od Lisabonu. Počátky města sahají do 16. století, kdy město stálo na důležité křižovatce lodních tras. Jde o nejstarší město na celém azorském souostroví. Díky své historické hodnotě bylo v roce 1983 město zapsáno na Seznam světového dědictví UNESCO.

## Historie
Město patřilo od 16. do 19. století mezi významné body na trase portugalských lodí při cestách z kontinentálního Portugalska do kolonií v Africe, Jižní Americe i Asie. Samotná lokalizace města na ostrově byla účelově vybrána tak, aby bylo město s přístavem co nejlépe chráněno před převládajícími větry soustavou kopců. Zdejší pevnosti Fortaleza de São João Baptista (pevnost svatého Jana Křtitele) a Forte de São Sebastião (pevnost svatého Šebestiána) jsou jedinečným příkladem novověké vojenské architektury.

## Partnerská města
- Salvador, Brazílie
- Évora, Portugalsko
- Gilroy, Kalifornie, USA
- Gramado, Brazílie
- Taunton, Massachusetts, USA

## Fotogalerie

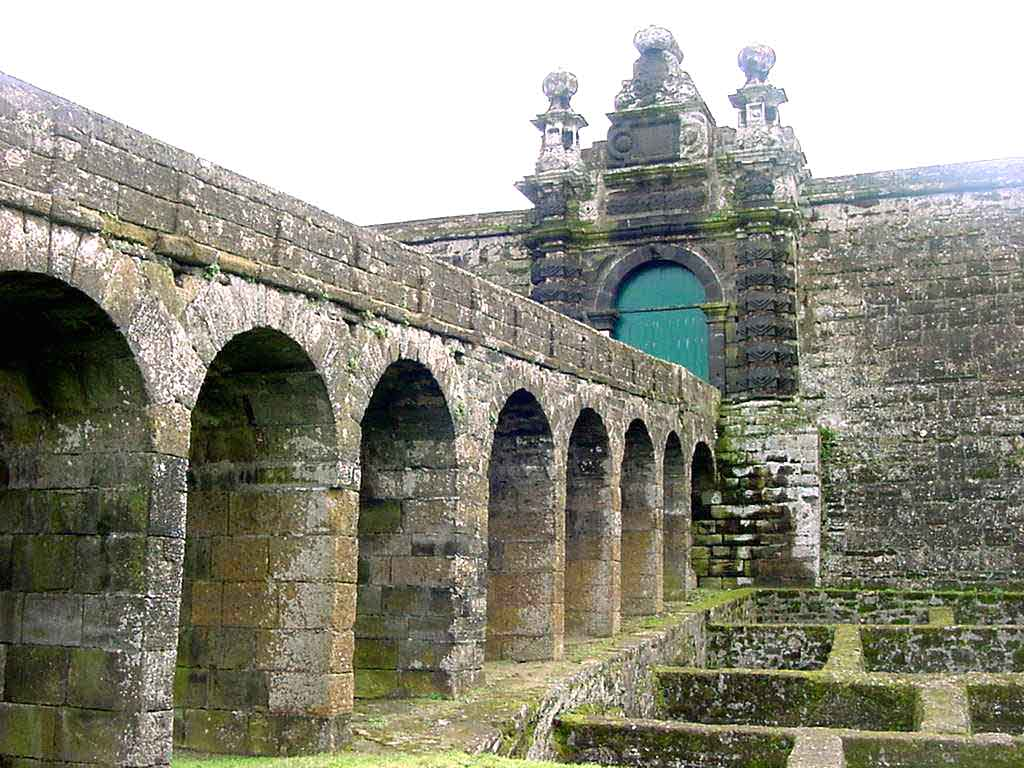
pevnost Jana Křtitele
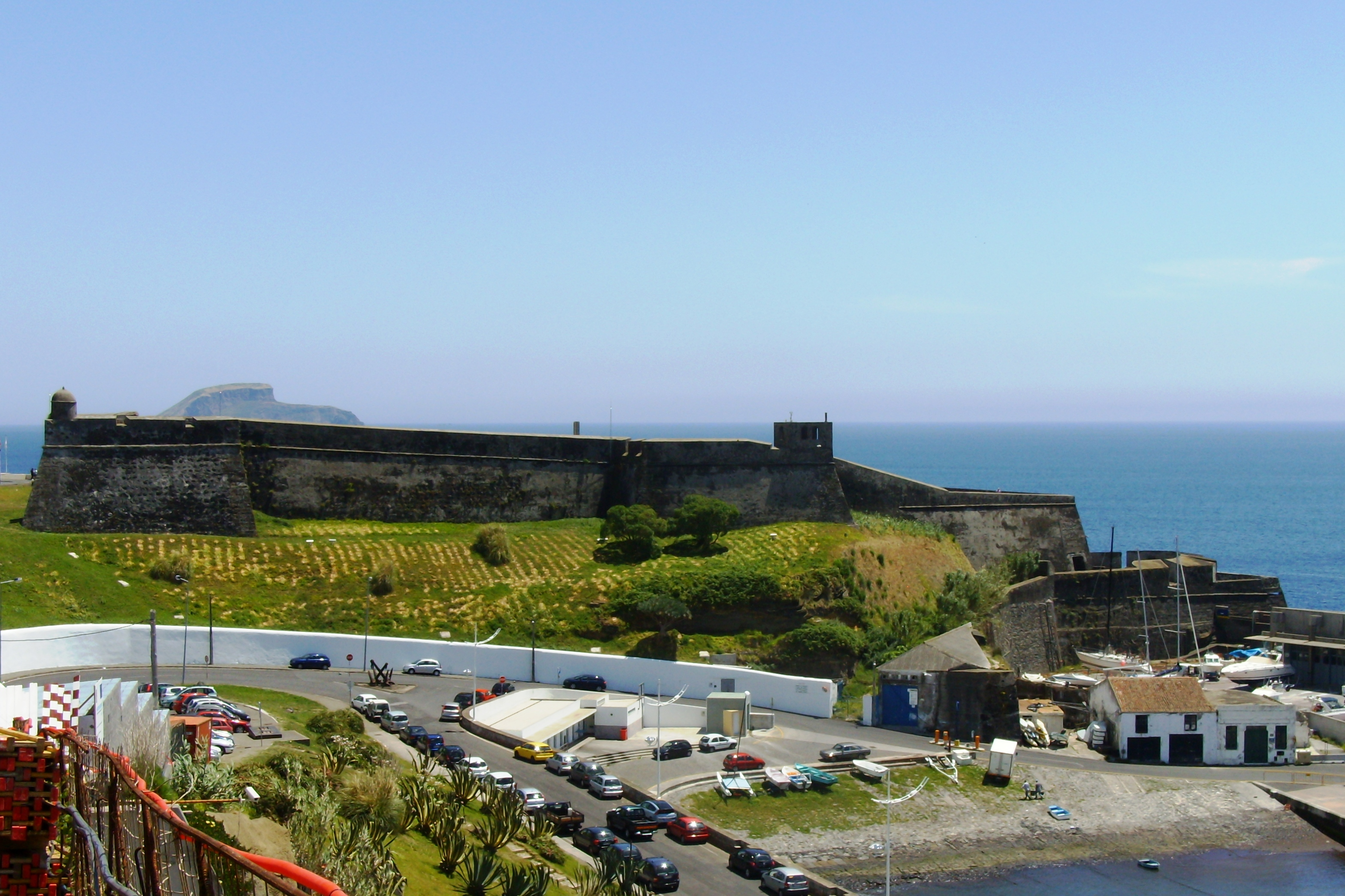
pevnost sv. Šebestiána
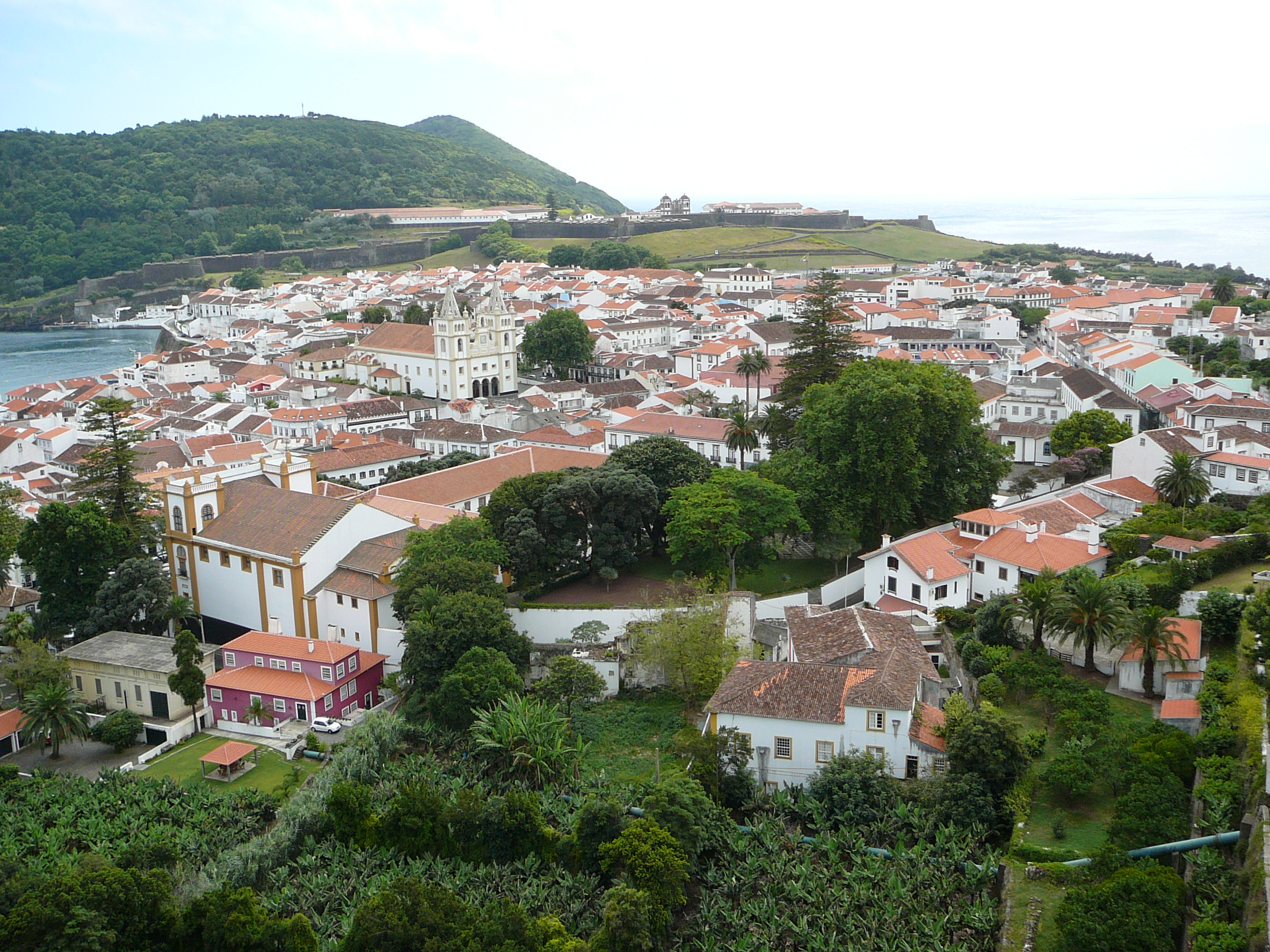
historické centrum
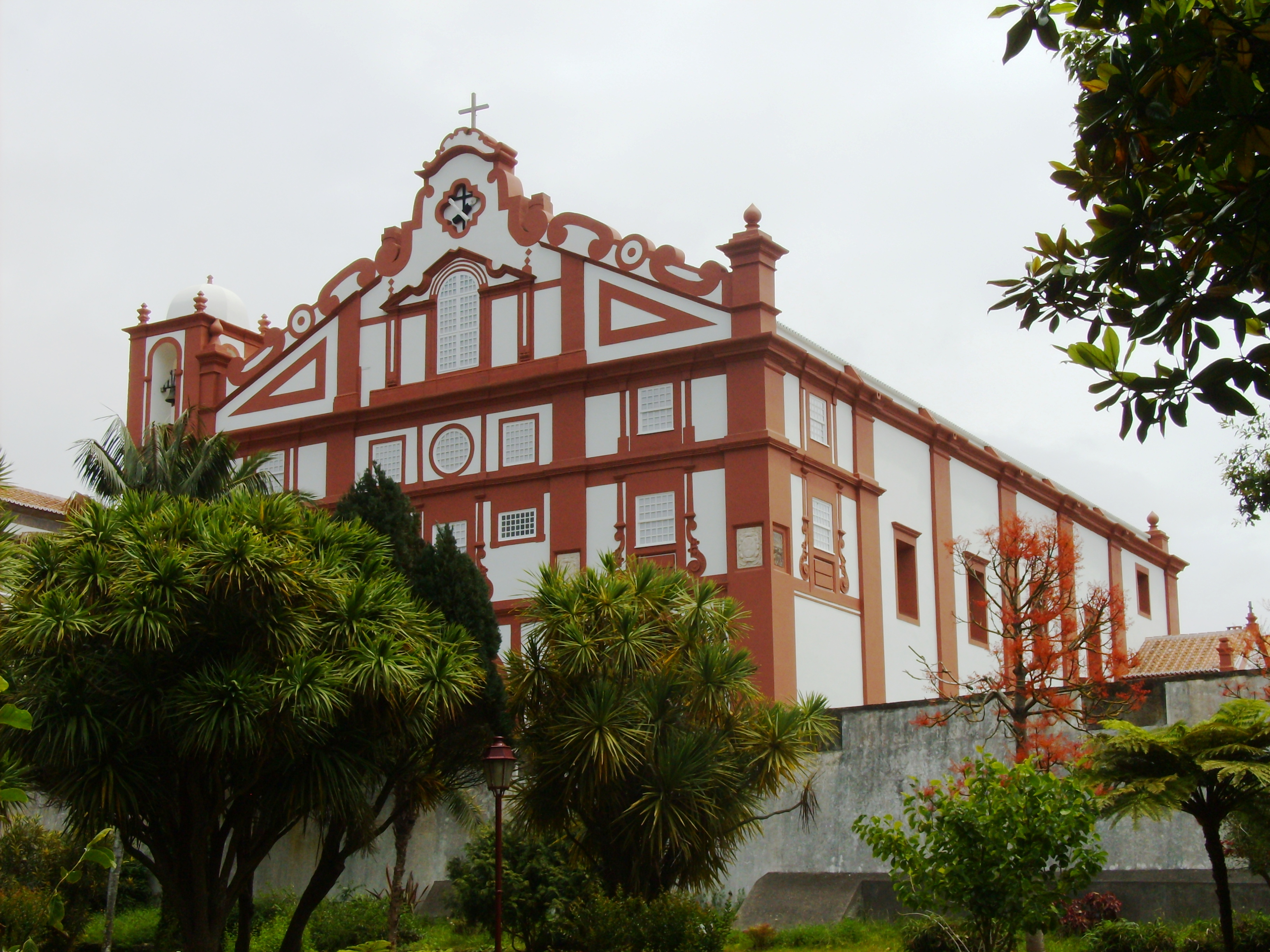
bývalý klášter sv. Františka
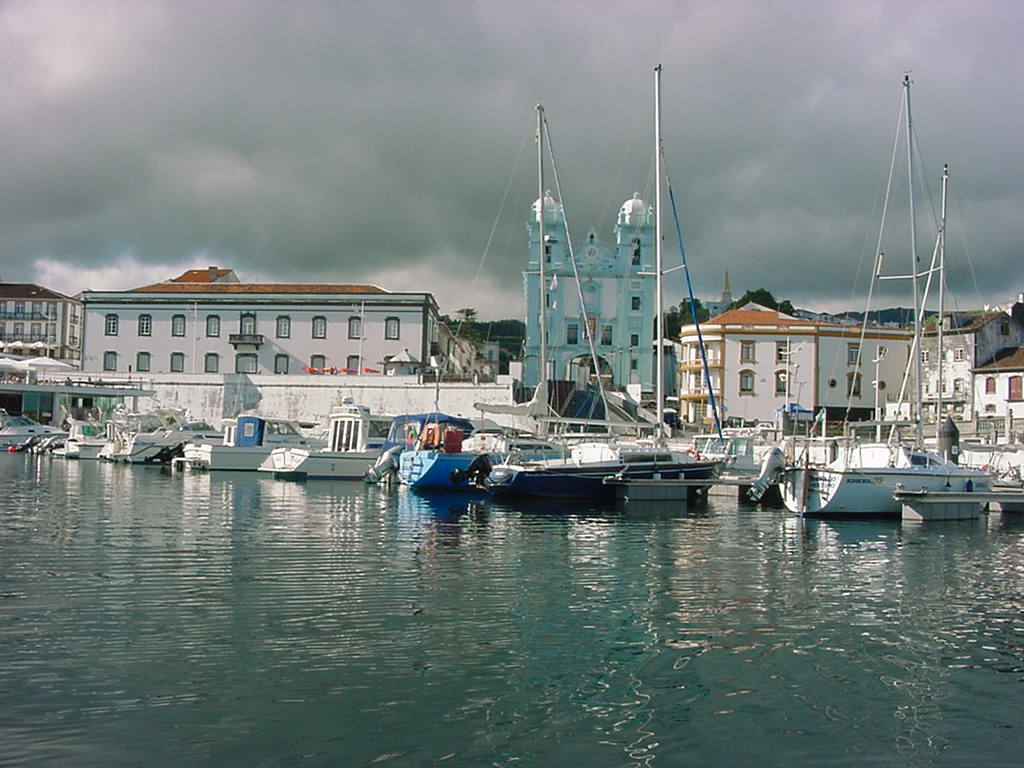
tamní přístav